# Nils Tyrgilsson Bagge

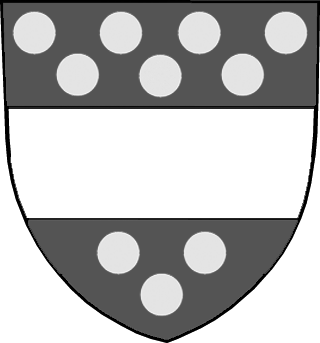
Vapen för Bagge av Botorp

Nils Tyrgilsson Bagge var ägare till Botorp, häradshövding i Möre 1421. Han var son till Tyrgils Nilsson Bagge.
Barn:
1. Margareta, gift med Nils Slatte, ägare till Botorp.